# دنيس واتكن
دنيس واتكن (28 يونيو 1912 - 23 مارس 1983)  (بالإنجليزية: Dennis Watkin)‏ هو لاعب كريكت بريطاني (وحمل سابقاً جنسية المملكة المتحدة لبريطانيا العظمى وأيرلندا).

## وصلات خارجية
- دنيس واتكن على موقع إي آس بي آن كريك إنفو (الإنجليزية)